# Ефект маятника
Ефект маятника — груповий ефект, циклічне чергування емоційних станів стенічного та астенічного характеру, інтенсивність і тривалість яких залежить від діяльності групи. Експериментально досліджений А. М. Лутошкіним.

## Психологічна характеристика
Це циклічне чергування емоційних станів стенічного та астенічного характеру, інтенсивність і тривалість яких залежить від діяльності групи. Експериментально емоційні потенціали групи досліджував О. М. Лутошкін. Емоційні цикли групи залежать від таких чинників:
- день тижня та період доби, наприкінці тижня настрій працівників погіршується, накопичується втома;
- особливості психологічної структури групи, лідерських процесів, системи стосунків, рівня конфліктності, згуртованості групи;
- рівень дисципліни в групі: що вища дисципліна праці в групі, то кращий настрій її членів.